# Лисецька сільська рада (Дунаєвецький район)
Лисе́цька сільська́ ра́да — адміністративно-територіальна одиниця та орган місцевого самоврядування в Дунаєвецькому районі Хмельницької області. Адміністративний центр — село Лисець.

## Загальні відомості
Лисецька сільська рада утворена в 1927 році.
- Територія ради: 22,091 км²
- Населення ради: 1 021 осіб (станом на 2001 рік)

## Населені пункти
Сільській раді підпорядковані населені пункти:
- с. Лисець

## Склад ради
Рада складається з 12 депутатів та голови.
- Голова ради:
- Секретар ради: Підлапушна Тетяна Михайлівна

### Керівний склад попередніх скликань
| Прізвище, ім'я, по батькові | Основні відомості                                                 | Дата обрання | Дата звільнення |
| --------------------------- | ----------------------------------------------------------------- | ------------ | --------------- |
| Іванов Василь Іванович      | Сільський голова, 1950 року народження, освіта вища, безпартійний | 26.03.2006   | 31.10.2010      |
| Іванов Василь Іванович      | Сільський голова, 1950 року народження, освіта вища, безпартійний | 31.10.2010   | 06.07.2015      |

Примітка: таблиця складена за даними сайту Верховної Ради України

### Депутати
За результатами місцевих виборів 2010 року депутатами ради стали:

#### За суб'єктами висування
| Суб'єкт висування | Кількість обраних депутатів | %   |
| ----------------- | --------------------------- | --- |
| Самовисування     | 12                          | 100 |

#### За округами
| № округу | Прізвище, ім'я, по батькові       | Дата визнання обраним | Освіта             | Партійна приналежність | Відомості про обраного депутата                   |
| -------- | --------------------------------- | --------------------- | ------------------ | ---------------------- | ------------------------------------------------- |
| 1        | Підлапушна Тетяна Михайлівна      | 05.11.2010            | середня спеціальна | позапартійна           | Лисецька сільська рада, секретар                  |
| 2        | Медведюк Раїса Григорівна         | 05.11.2010            | середня            | позапартійна           | тимчасово не працює                               |
| 3        | Твердохліб Іван Олександрович     | 05.11.2010            | середня            | позапартійний          | Лисецька загальноосвітня школа І-ІІІ ст., кочегар |
| 4        | Швець Віталій Володимирович       | 05.11.2010            | середня            | позапартійний          | Лисецька загальноосвітня школа І-ІІІ ст., кочегар |
| 5        | Герасімова Валентина Василівна    | 05.11.2010            | середня            | позапартійна           | Лисецька сільська рада, прибиральниця             |
| 6        | Квасюк Анатолій Васильович        | 05.11.2010            | середня            | позапартійний          | тимчасово не працює                               |
| 7        | Срульов Олександр Васильович      | 05.11.2010            | вища               | позапартійний          | тимчасово не працює                               |
| 8        | Конопельнюк Наталія Ростиславівна | 05.11.2010            | середня            | позапартійна           | тимчасово не працює                               |
| 9        | Вергелес Ірина Іванівна           | 05.11.2010            | середня            | позапартійна           | тимчасово не працює                               |
| 10       | Гаджук Людмила Василівна          | 05.11.2010            | вища               | позапартійна           | тимчасово не працює                               |
| 11       | Степанова Валентина Петрівна      | 05.11.2010            | вища               | позапартійна           | пенсіонер                                         |
| 12       | Процишен Валентина Петрівна       | 05.11.2010            | вища               | позапартійна           | тимчасово не працює                               |